# Борисав Декић
Борисав Р. Декић (10. јун 1884 — 1. март 1958) био је српски занатлија, опанчар из Прокупља, учесник првог и другог Балканског рата и Првог светског рата. Носилац Албанске споменице и учесник пробоја Солунског фронта. Припадник другог Гвозденог пешадијског пука "Књаз Михајло". Све време ратова радио је у санитету као болничар. На Солунском фронту радио у савезничкој болници у Солуну.

## Биографија
После рата наставио је да ради у својој опанчарској радњи. Иако занатлија, као члан КПЈ, кандидовао се за председника општине 1920. године. Децембра исте године био је ухапшен због чланства у КПЈ, али је пуштен после неколико дана. Истакао се у давању добровољног прилога за бугарске револуционаре 1924. године. Пред сам рат у његовој кући су се скривали будући народни херој Ратко Павловић Ћићко и други локални комунисти. Поред осталих у том периоду је чест гост  био и, тадашљи студент, Војин Бајовић Вук, касније првоборац и истакнути послератни државни руководилац.
Априла 1943. године одржао је информативно предавање о развоју занатства у Прокупљу, као већник Занатске коморе у Београду, а по препоруци начелства из Лесковца. Удружење занатлија му је 21. фебруара 1944. у Прокупљу издало уверење Бр. 17, како би се слободно кретао и набављао потребан материјал за рад.
Као члан управног одбора Фонда за подизање Занатског дома учествовао је у раду на две седнице, 20. августа и 20. октобра 1947. године, на којима су прегледане новчане књиге Фонда и на којима је одлучено да се финансира изградња Занатског дома у Прокупљу.
Поседовао је три опанчарске радње од којих му је једна срушена у бомбардовању а остале две су му одузете у послератним данима, па је занатску производњу наставио у кућним условима. Због дојаве, извршен је претрес куће. На тавану је пронађена већа количина коже, репро-материјала који се користи за израду опанака. Поново је ухапшен, па након одлежане краће затворске казне пуштен на инсистирање Војина Бајовића Вука. Умро је у Прокупљу 1958. године. Имао је петоро деце. 